# Готітом Гебресласе
Готітом Гебресласе (15 січня 1995 , Ефіопія ) — ефіопська легкоатлетка, який спеціалізується в марафонському бігу, чемпіонка світу.

## Основні міжнародні виступи
| Рік                 | Змагання            | Місце проведення    | Місце               | Дисципліна          | Результат           | Примітки            |
| Представник Ефіопія | Представник Ефіопія | Представник Ефіопія | Представник Ефіопія | Представник Ефіопія | Представник Ефіопія | Представник Ефіопія |
| ------------------- | ------------------- | ------------------- | ------------------- | ------------------- | ------------------- | ------------------- |
| 2021                | Берлінський марафон | Берлін, Німеччина   | 1                   | марафон             | 2:20:09             |                     |
| 2022                | Токійський марафон  | Токіо, Японія       | 3                   | марафон             | 2:18:18             |                     |
| 2022                | Чемпіонат світу     | Юджин, США          | 1                   | марафон             | 2:18:11             | CR                  |